# Útvar rychlého nasazení

Útvar rychlého nasazení (zkracováno jako ÚRN či URNA) je specifickou součástí Policie České republiky a je určen zejména pro boj proti terorismu. Jedná se o jeden ze servisních útvarů s celostátní působností. 

## Činnost
Útvar rychlého nasazení je určen zejména k ozbrojeným zásahům proti teroristům, při únosech osob a dopravních prostředků, při zásazích proti nebezpečným pachatelům či při zadržování rukojmích. Útvar je podřízen náměstkovi policejního prezidenta, který se souhlasem ministra vnitra rozhoduje o vysílání útvaru. O konkrétním nasazení pak rozhoduje velitel oprávněný nařídit provedení zákroku pod jednotným velením. Příslušníci jsou vybíráni z řad policistů ve vícestupňovém výběrovém řízení a dále jsou podrobeni dalšímu zvláštnímu fyzickému a odbornému výcviku.

## Historie
Zvláštní jednotka určená k provádění specifických ozbrojených zásahů proti nebezpečným osobám původně vznikla v roce 1981 v rámci tehdejšího Sboru národní bezpečnosti (SNB) jako Útvar zvláštního určení (ÚZU) SNB, od roku 1985 Odbor zvláštního určení (OZU) Správy vojsk Ministerstva vnitra. Jednotka původně vznikla jako reakce na vlnu terorismu a únosů letadel ve světě i u nás. Do roku 1989 byla v rámci několika reorganizací administrativně zařazena pod různými součástmi SNB. Po roce 1989 byla jednotka administrativně vyčleněna jako policejní útvar s celostátní působností. Po roce 1989 se jednotka pojetím výcviku a svou specializací postupně řadila mezi podobné speciální jednotky fungující v Evropě. Útvar se kupříkladu v roce 1998 podílel na zatčení a rozprášení Bulharského mafiánského gangu, který obchodoval s drogami, zbraněmi a prostitucí, nebo kupř. v roce 1999 útvar zatkl bosse Albánské mezinárodní mafie hledaného Interpolem a Norskou policií, dále např. v roce 2000 URNA provedla zatčení Jiřího Kajínka, který utekl z Věznice Mírov. V současné době zajišťuje útvar mimo jiné ochranu diplomatů v Iráku a Pákistánu. URNA udržuje pravidelné kontakty např. s anglickou 22 SAS, francouzskou GIGN a RAID, belgickou SIE, italskou NOCS a GIS, švédskou CTU, slovenskou ÚOU a dalšími speciálními jednotkami v Evropě či USA.

## Struktura
Útvar rychlého nasazení je rozdělen do tří sekcí:
- Sekce rychlého nasazení – je tvořena třemi zásahovými skupinami, specialisté, pyrotechnici, výcviková skupina.
- Sekce speciálních služeb – jsou v ní zařazeni příslušníci se zvláštními odbornostmi jako např. odstřelovači, spojaři, dokumentaristé, vyjednavači, řidiči atd.
- Sekce administrativně-logistická – zabezpečuje organizační, materiálové a personální zázemí, zahrnuje sekretariát, právní služby a administrativní pracovníky.[5]

Tento celorepublikový útvar má svého ředitele, v současné době jím je: brig. gen. JUDr. Libor Lochman.

## Výběrové řízení
Ještě než se jedinec rozhodne pro službu u ÚRN, musí napřed splňovat základní podmínky:
- minimální věk 23 let
- 3 roky služby u policie + odborné vzdělání a výcvik
- minimálně středoškolské vzdělání
- dobrý zdravotní stav a fyzická kondice
- řidičský průkaz skupiny B
- plavec[9]

Jakmile jedinec splní základní předpoklady může se zúčastnit výběrového řízení, které se skládá ze 3 fází.

### 1. fáze
První fáze je univerzální a má prověřit jak psychiku jedince, tak i fyzickou stránku. Uchazeč musí projít komplexním lékařským vyšetřením (provádí ZÚSS MVČR), zda je vůbec schopen zvládat nadměrnou fyzickou zátěž. Dále účastníka čeká 6 až 8 hodin psychických testů, které prověří veškeré aspekty, jako je například odolnost vůči stresu, či schopnost pracovat v týmu a testy tělesné zdatnosti.
Test tělesné zdatnosti obsahuje:
- běh na 60 metrů
- běh na 5000 metrů
- kliky – maximální počet za minutu
- shyby na hrazdě – maximální počet
- sedy lehy – maximální počet za 2 minuty
- plavání na 600 metrů
- šplh na laně 4,5 metru
- překážková dráha 2 kola / 4 minuty[9]

### 2. fáze
Stejně jako první fáze, tak i druhá fáze je univerzální a snaží se zhodnotit vliv extrémní fyzické a psychické zátěže při delším působení. Jedná se o šestidenní pochod s batohem, který prověří uchazečovu motivaci a schopnost vydržet. Uchazeči během těchto šesti dnů téměř vůbec nespí a nejí a jsou nuceni provádět často důležitá rozhodnutí. Jediné, na co se dává velký důraz, je pitný režim. Zakončení druhé fáze se koná u mostu, ze kterého se uchazeči musejí zhoupnout v postroji.

### 3. fáze
Poslední fází výběrového řízení je pohovor před komisí, která klade osobní otázky. Komise se snaží například zjistit vaši motivaci k nástupu do Útvaru rychlého nasazení. Po úspěšném absolvování poslední fáze a výběru čeká adepta výcvik.

## Výcvik a příprava

### Zaměření výcviku
Výcvik URNA je zaměřen tak, aby splnil požadavky vycházející ze základních úkolů jednotky v oblasti boje proti terorismu, poskytování služeb pro jiné výkonné útvary PČR, zejména při zatýkání nebezpečných pachatelů. Jádrem výcviku jsou taktické postupy zásahů na letadlo, budovy, vlaky, autobusy a metro. Součástí výcviku jsou i postupy při zadržení pachatelů, ochraně VIP a ozbrojených doprovodech.

### Základní druhy výcviku – služební přípravy
- Takticko-speciální příprava: budova, letadlo, automobil, autobus aj.
- Střelecká příprava
- Práce ve výškách
- Tělesná příprava (sebeobrana, obecná tělesná příprava)[5]

### Podpůrné přípravy
V podpůrné přípravě je zahrnuta: spojovací příprava, výsadková příprava, topografická příprava, zdravotní příprava, obsluha speciální techniky, psychologická příprava, proškolování služebních předpisů a norem, základní ženijní příprava, speciální ženijní příprava, příprava odstřelovačů, příprava potápěčů či příprava řidičů.